# RapidScat
L'ISS-RapidScat della NASA (acronimo di "scatterometro rapido della Stazione spaziale internazionale"), o semplicemente RapidScat, operativo dal 23 settembre 2014 fino ad agosto 2016, fu il primo strumento  scientifico di osservazione del clima della Terra a copertura quasi globale specificamente progettato e sviluppato dalla NASA per operare dall'esterno del modulo europeo Columbus della Stazione spaziale internazionale. RapidScat fu una soluzione di ripiego low-cost nata per rimpiazzare almeno in parte l'operatività persa dal satellite QuikSCAT.

## Descrizione

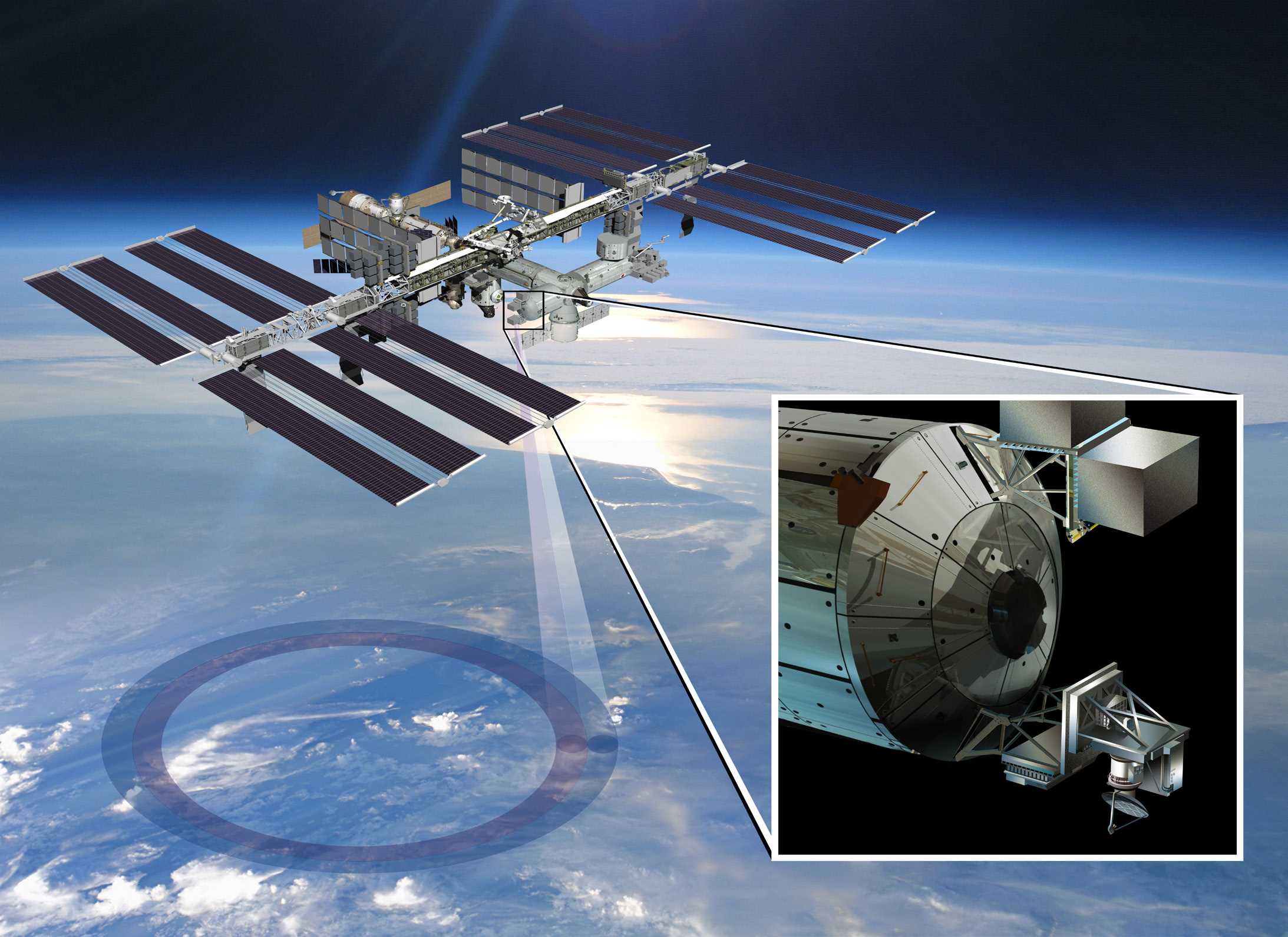
Illustrazione artistica che mostra la posizione del ISS-RapidScat sulla ISS ed il suo funzionamento

Rapidscat è stato trasportato a bordo dell'ISS con la missione di rifornimento SpaceX CRS-4. In pratica sia QuikSCAT che Rapidscat si basano su uno scatterometro  Seawinds (archiviato dall'url originale il 12 novembre 2014).. RapidScat però non è un satellite autonomo e autosufficiente come era il predecessore QuikSCAT ma è un accessorio esterno parassita (pod) che sfrutta la rete elettrica e la rete trasmissione dati della Stazione Spaziale Internazionale per misurare la velocità e la direzione del vento al suolo in prossimità della superficie degli oceani alle basse e medie latitudini in ogni condizione meteo con esclusione delle condizioni di pioggia battente quando la ISS sorvola l'emisfero illuminato dal Sole per periodi di circa 47 minuti primi seguiti da altri circa 47 minuti primi di inattività. I dati trasmessi dal mainframe dell'ISS sono utilizzati per fornire previsioni meteo e marine tra cui il monitoraggio e controllo delle tempeste e degli uragani e per studiare il clima della Terra. Il RapidScat è stato montato all'esterno del modulo Columbus dell'ISS per garantire una misurazione dei venti a livello del mare unica e differente da qualsiasi altra fornita da altri scatterometri attualmente in orbita grazie ai parametri orbitali dell'ISS.

## Uso degli scattometri per lo studio dei venti

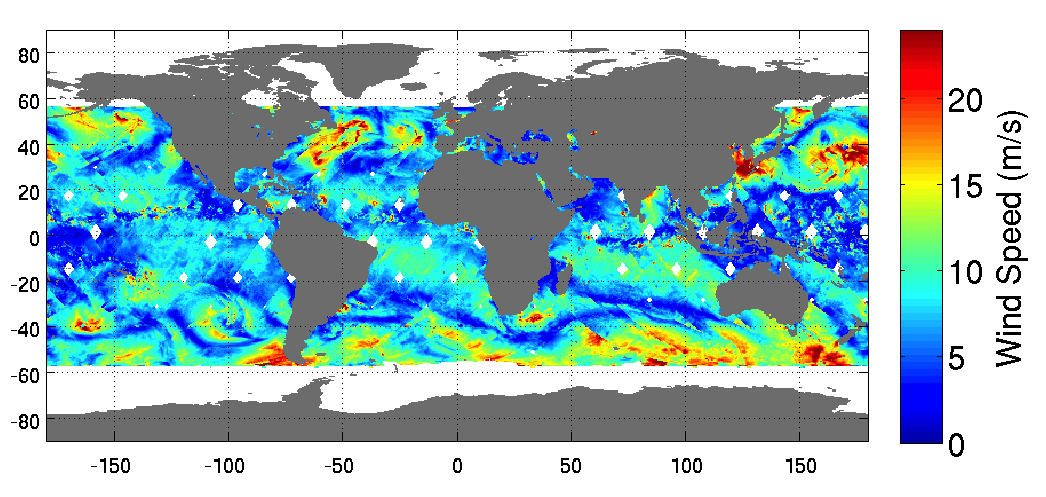
dati acquisiti da ISS-RapidScat ad ottobre 2014

Questo unico punto di osservazione orbitale permette agli scienziati l'osservazione in blocchi temporali di 47 minuti primi dei processi globali di formazione dei venti oceanici e di come variano nell'arco delle 24h  e l'aggiunta di occhi supplementari per monitorare la formazione e il movimento di cicloni nelle zone tropicali e alle medie latitudini. Gli oceani coprono oltre il 70 per cento del superficie terrestre e gli scatterometri sono i migliori dispositivi disponibili di telerilevamento atti a fornire misure accurate, frequenti, e ad alta risoluzione della velocità e direzione e verso del vento alla quota di superficie dell'oceano nella maggior parte delle condizioni meteo e nelle differenti coperture nuvolose. Tali strumenti svolgono un ruolo sempre più importante negli studi oceanografici, meteorologici e climatici. I venti sopra l'oceano sono un fattore critico sia per determinare i modelli climatici regionali e i cambiamenti del clima, sia perché sono associati alle tempeste che possono infliggere gravi danni alle popolazioni e ai commerci. Inoltre i venti oceanici consentono il rimescolamento e l'emersione delle acque profonde ricche di nutrienti che, alimentando la vita marina, beneficiano la pesca costiera. La misura delle variazioni di velocità dei venti oceanici superficiali aiuta anche a monitorare e a modellizzare fenomeni macroscopici di flusso e corrente sia in atmosfera che negli oceani di tutta la Terra (come El Niño).

## Storia delle misurazioni

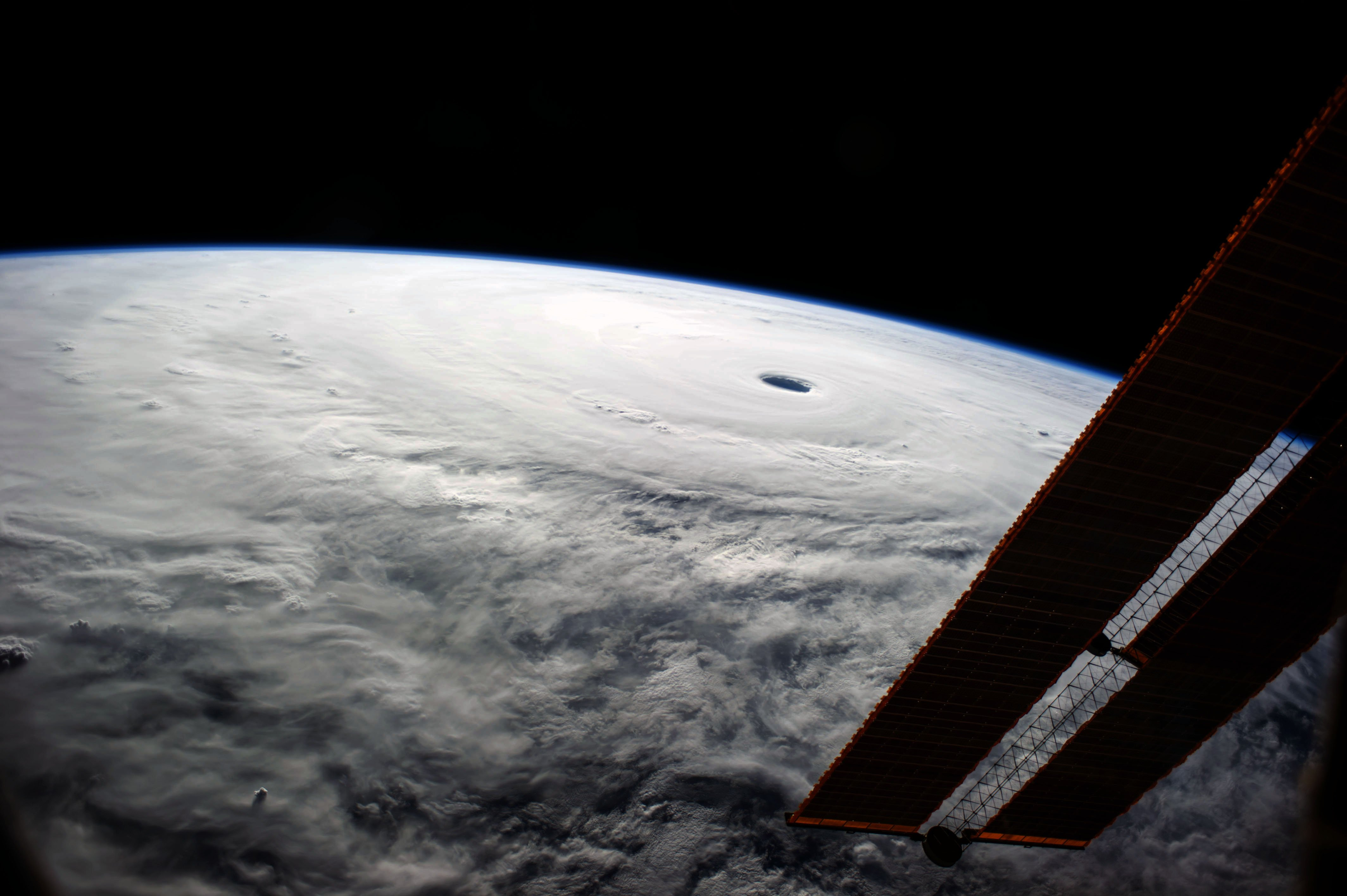
ISS-RapidScat ha fornito dati sul Typhoon Vongfong, immortalato qui come poteva essere visto dalla ISS nel 2014

I venti oceanici sono stati misurati dallo spazio fin dal 1973 e il più recente scatterometro attivo della NASA è stato lo strumento Seawinds a bordo del satellite QuikSCAT, lanciato nel 1999. Lo scatterometro Seawinds montato a bordo di QuikSCAT ha superato tutte le più rosee aspettative di raccolta dei dati per più di 10 anni finché nel 2009 il motore d'inseguimento della sua antenna si guastò e smise di orientarsi verso Terra. Ora QuikSCAT continua a raccogliere una limitata messe di dati utilizzabili solo per calibrare gli altri scatterometri in orbita. Per questi motivi la costellazione internazionale dei satelliti che monitorano la superficie dell'oceano ha subito una riduzione significativa della propria capacità di osservazione in seguito alla perdita della piena funzionalità di QuikSCAT.